# Vlădaia
Vlădaia è un comune della Romania di 1897 abitanti, ubicato nel distretto di Mehedinți, nella regione storica dell'Oltenia. 
Il comune è formato dall'unione di 4 villaggi: Almăjel, Scorila, Ștircovița, Vlădaia.